# La vida es un milagro
La vida es un milagro (en serbio: Život je čudo; en cirílico: Живот је чудо) es una película de Serbia  dirigida por Emir Kusturica en 2004 y protagonizada por Aleksandar Bercek, Mirjana Karanovic, Slavko Stimac, Nataša Šolak y Vesna Trivalić. La película fue candidata a la Palma de Oro en el Festival de Cannes 2004.

## Sinopsis
Luka, un ingeniero serbio (Slavko Stimac) de Belgrado, desea convertir la pequeña localidad bosnia a la que se ha mudado en un destino turístico. Busca implantar en el pueblo situado en el centro de la nada, una nueva línea de ferrocarril. El técnico está acompañado de su mujer Jadranka (Vesna Tribalic) -que canta óperas- y de su hijo Milos (Vuka Kostic) -que sueña con ser un gran jugador de fútbol-. Dedicado por completo a su trabajo, Luka no hace caso de los persistentes rumores de guerra. Sin embargo, un día estalla el conflicto. La esposa sufre un ataque de locura y es ingresada en un psiquiátrico, mientras el hijo es llamado a filas en el ejército. Durante la despedida a su hijo su esposa huye con un músico, durante ese periodo Luka sufre la soledad y se entera de que su hijo ha sido capturado. Mientras Luka ha sido nombrado guardián de Sabaha, una joven enfermera musulmana que ha sido tomada como rehén. Y aunque termina enamorándose de ella, el destino decide que ha de ser intercambiada por un prisionero serbio, su hijo Milos.

## Reparto
- Slavko Štimac - Luka
- Nataša Šolak - Sabaha
- Vesna Trivalić - Jadranka
- Vuk Kostić - Milos
- Aleksandar Berček - Veljo
- Stribor Kusturica - Capitán Aleksic
- Nikola Kojo - Filipovic
- Mirjana Karanović - Nada
- Branislav Lalević - Presidente

## Premios Festival Cine de Cannes
| Año  | Categoría    | Película              | Resultado |
| ---- | ------------ | --------------------- | --------- |
| 2004 | Palma de Oro | La vida es un milagro | Candidato |

## Trivia
- La vida es un milagro mandó a edificar un  pueblo que luego se convirtió en una localidad real, llamada Drvengrad.
- La música estaba a cargo de Non-Smoking Orchestra, la cual tiene por integrante a Emir Kusturica.